# Pseudosynagelides yorkensis
Pseudosynagelides yorkensis là một loài nhện trong họ Salticidae. Loài này được phát hiện ở Queensland và là loài điển hình của chi Pseudosynagelides.